# Marcel Marie Auguste Chauvenet
Marcel Marie Auguste Chauvenet es un escultor, grabador y medallista francés, nacido durante el año 1906 en Perpiñán y fallecido el 1988.

## Datos biográficos
Alumno de Jean Boucher (1870-1939).
Expuso algunos bustos en el Salón de los artistas franceses (fr:).
Trabajó para la Monnaie de Paris.

## Obras
Torso desnudo expuesto en el Museo de Arte Moderno de París.